# Vassili Petrenko
Pour les articles homonymes, voir Petrenko.
Vassili Petrenko (en russe : Василий Эдуардович Петренко, Vassili Edouardovitch Petrenko) est un chef d'orchestre russe, né le 7 juillet 1976 à Leningrad (URSS). Il est chef principal de l'Orchestre philharmonique royal de Liverpool et de l'Orchestre national de la Jeunesse de Grande-Bretagne et devient chef principal de l'Orchestre philharmonique d'Oslo à partir de la saison 2013–2014.

## Biographie

### Études et débuts
Vassili Petrenko, né le 7 juillet 1976 à Saint-Pétersbourg, a commencé son éducation musicale à l'école Capella pour garçons de Saint-Pétersbourg puis au Conservatoire de Saint-Pétersbourg. Sa mère est professeur à l'Université de Saint-Pétersbourg. Il a étudié la direction d'orchestre avec Ilia Moussine et a participé à des masterclasses avec Mariss Jansons, Iouri Temirkanov et Esa-Pekka Salonen. En 2002, il remporte le premier prix du Concours de direction d'orchestre de Cadaqués puis, en 2003, le deuxième prix du IVe Concours international Prokofiev de chefs d'orchestre à Saint-Pétersbourg.
Vassili Petrenko commence sa carrière par un poste de chef d'orchestre résident au théâtre Moussorgsky de Saint-Pétersbourg de 1994 à 1997. Il fait ses débuts en 2004 avec l'Orchestre philharmonique royal de Liverpool.

### Avec l'Orchestre philharmonique royal de Liverpool
En juillet 2005, l'Orchestre philharmonique royal de Liverpool (OPRL) annonce la signature d'un contrat de trois ans (à compter de la saison 2006–2007) avec le jeune chef Vassili Petrenko, alors tout juste âgé de 29 ans, pour succéder à l'Américain Gerard Schwarz. Vassili Petrenko est alors simultanément le plus jeune chef de l'Orchestre de Liverpool, le premier Russe à le diriger et le plus jeune chef en activité à la tête d'un orchestre britannique, ne battant toutefois pas le « record » de Simon Rattle qui a pris la tête de l'Orchestre symphonique de Birmingham à l'âge de 25 ans. Dès mai 2007, le contrat de Vassili Petrenko à la tête de cet orchestre est prolongé une première fois jusqu'en 2012. Il est à nouveau prolongé de trois ans, jusqu'en 2015, en septembre 2009.
Pendant ces années à Liverpool, Vassili Petrenko a singulièrement renforcé les liens entre l'Orchestre et son chef (détériorés avec son prédécesseur) et contribué à une amélioration de la situation financière de l'Orchestre. Il a su progressivement élargir le répertoire de l'Orchestre, entretenir avec la municipalité les relations nécessaires à une amélioration des moyens matériels et financiers mis à la disposition de l'Orchestre et a connu un taux de croissance élevé du nombre de places vendues. Il réalise avec l'orchestre de Liverpool, une série d'enregistrements de références de Chostakovitch, d'abord une intégrale de ses symphonies, puis des concertos entre 2010 et 2020.
En avril 2007, Vassili Petrenko est l'un des huit chefs d'orchestre britanniques à signer le manifeste Building on Excellence: Orchestras for the 21st Century visant à accroître la présence de la musique classique en Grande-Bretagne au cours des dix prochaines années, mais également à permettre à chaque enfant d'assister gratuitement à au moins un concert symphonique, et enfin à encourager l'excellence dans la création musicale.
En mars 2009, l'université de Liverpool Hope nomme Vassili Petrenko professeur honoraire et docteur honoris causa ès lettres, consacrant les relations nouées et enrichies avec l'OPRL depuis la prise de fonction de son jeune chef, ayant notamment amené les musiciens de l'orchestre à enseigner à l'université. Il est également docteur honoris causa de l'université de Liverpool et de l'université de Liverpool John-Moores.

### Avec l'Orchestre philharmonique d'Oslo
Vassili Petrenko a dirigé l'Orchestre philharmonique d'Oslo pour la première fois en décembre 2009. En février 2011, l'Orchestre philharmonique d'Oslo annonce la nomination de son futur chef en la personne de Vassili Petrenko à compter de la saison 2013–2014, pour une durée de quatre ans. Vassili Petrenko annonce à cette occasion qu'il poursuivra sa collaboration simultanément avec l'OPRL. Il enregistre une intégrale Richard Strauss avec l'orchestre d'Oslo, vaste entreprise qu'il a commencé en 2019. C'est le jeune chef Klaus Mäkelä qui lui succède à la tête de l'OPO en 2020.

### Collaborations avec d'autres orchestres
Durant la saison 2009–2010, Vassili Petrenko a fait ses débuts avec l'Orchestre Philharmonia, l'Orchestre philharmonique de Londres et l'Orchestre national de Russie, l'Orchestre national de France, l'Orchestre symphonique de la radio finlandaise, l'Orchestre symphonique de la NHK et l'Académie de Sainte Cécile. Aux États-Unis, il a fait ses débuts avec l'Orchestre philharmonique de Los Angeles, l'Orchestre symphonique d'Atlanta et l'Orchestre symphonique de San Francisco en 2010 et avec l'Orchestre de Philadelphie, l'Orchestre symphonique national de Washington et l'Orchestre symphonique du Minnesota en 2011.
Lors de la cérémonie officielle célébrant à Paris le centenaire de l'armistice de la Première Guerre mondiale, le 11 novembre 2018, Vassili Petrenko a dirigé l'Orchestre des jeunes de l'Union européenne dans l'interprétation du Boléro de Maurice Ravel, sous l'arc de triomphe, devant un parterre rassemblant plus de 70 chefs d'État.
Il est nommé à la tête du Royal Philarmonic Orchestra de Londres à partir de la saison 2021-2022 en remplacement de Charles Dutoit.
Devenu directeur artistique de l’Orchestre symphonique de la fédération de Russie en 2021, successeur de Vladimir Jurowski, il en démissionne le 2 mars 2022, pour protester contre la guerre menée par la Russie en Ukraine et annonce que sa décision ne sera pas remise en cause tant que la paix ne sera pas rétablie.

### Vie privée
Vassili Petrenko vit avec sa femme Evguenia et leur fils Alexandre ("Sasha") dans la péninsule de Wirral, à proximité immédiate de Liverpool. Il se passionne pour le football et soutient le Zénith Saint-Pétersbourg et Liverpool.

## Discographie
- Fleishmann, Le Violon de Rothschild, Chostakovitch, Les Joueurs, avec l'Orchestre philharmonique royal de Liverpool (Avie, 2007)
- Liszt, Concertos pour piano n° 1 et 2 et Totentanz, avec Eldar Nebolsin et l'Orchestre philharmonique royal de Liverpool (Naxos, 2008)
- Tchaïkovsky, Symphonie Manfred et Le Voïévode, avec l'Orchestre philharmonique royal de Liverpool (Naxos, 2008)
- Tchaïkovsky, Symphonie no 5, avec l'Orchestre philharmonique royal de Liverpool (2008)
- Prokofiev, Pierre et le loup, avec Leonor Watling et l'Ensemble orchestral de Cadaquès (Trito Edicions, 2009)
- Guinovart, La Vie Secrête, Morera, Tchaïkovsky, Suite n° 4 Mozartiana, avec l'Orchestre de Cadaquès (Trito, 2009)
- Chostakovitch, Symphonies no 5 et no 9, avec l'Orchestre philharmonique royal de Liverpool (Naxos, 2009)
- Chostakovitch, Symphonie n° 11 "L'année 1905", avec l'Orchestre philharmonique royal de Liverpool (Naxos, 2009)
- Tavener, Requiem, avec le Chœur et l'Orchestre philharmonique royal de Liverpool (EMI, 2009, réédité en 2012)
- Wolf-Ferrari, Il Segreto di Susanna, avec Dora Rodrigues, Marc Canturri et l'Orchestre philharmonique royal de Liverpool (Avie, 2010)
- Rachmaninov, Concertos pour piano n° 2 et 3, avec Simon Trpčeski et l'Orchestre philharmonique royal de Liverpool (Avie, 2010)
- Rachmaninov, Danses symphoniques, L'Ile des Morts, Le Rocher, avec l'Orchestre philharmonique royal de Liverpool (Avie, 2010)
- Chostakovitch, Symphonie n° 10, avec l'Orchestre philharmonique royal de Liverpool (Naxos, 2010)
- Chostakovitch, Symphonie n° 8, avec l'Orchestre philharmonique royal de Liverpool (Naxos, 2010)
- Tchaïkovsky, Musique de Ballets, avec l'Orchestre philharmonique royal de Liverpool (Avie, 2010)
- Chostakovitch, Symphonies n° 6 et 12 "L'année 1917", avec l'Orchestre philharmonique royal de Liverpool (Naxos, 2011)
- Chostakovitch, Symphonies n° 1 et 3 "Premier mai", avec l'Orchestre philharmonique royal de Liverpool (Naxos, 2011)
- Tchaïkovsky, Concerto pour violon, et Higdon, Concerto pour violon, avec Hilary Hahn et l'Orchestre philharmonique royal de Liverpool (Deutsche Grammophon, 2011)
- Rachmaninov, Concertos pour piano n° 1 et 4, avec Simon Trpčeski et l'Orchestre philharmonique royal de Liverpool (Avie, 2011)
- Rachmaninov, Symphonie n°3, Caprice bohémien, Vocalise, avec l'Orchestre philharmonique royal de Liverpool (EMI Classics, 2012)
- Stravinsky, Le Sacre du printemps ; Rachmaninov, Printemps, op. 20 ; Debussy, Le Printemps, avec l'Orchestre philharmonique royal de Liverpool (Onyx Classics, 2017)